# Leuchtturm Schabla
Der Leuchtturm Schabla (bulgarisch Шабленски фар Schablenski far) ist der höchste, älteste, am weitesten nördlich und östlich gelegene Leuchtturm an der bulgarischen Schwarzmeerküste. Der achteckige Backsteinturm mit Laterne und Galerie ist auf einem großen dreistöckigen quadratischen Steinsockel aufgebaut und mit Metallpaneelen verkleidet. Angeschlossen ist ein Wärterhaus. Er ist ein bekanntes Wahrzeichen an der Küste und beliebtes Ausflugsziel.
Der Turm liegt inmitten der Ruinen einer byzantinischen Festung aus dem 4. Jahrhundert. Der erste Leuchtturm wurde zwischen 1756 und 1786 an dieser Stelle errichtet. Der alte Leuchtturm wurde während des Krimkrieges (1853 bis 1856) umgebaut, wodurch er seine jetzigen Aussehen erhielt. Der Leuchtturm wurde lediglich aus mit Steinen verbundenem Mörtel errichtet, ohne weitere Stützkonstruktionen. Die Wände sind bis zu 1,20 m dick. In Betrieb genommen wurde dieser Leuchtturm am 15. Juli 1856.
Der Leuchtturm steht am Kap Schabla, 8 km östlich von Schabla und etwa 22 km südlich der Grenze zu Rumänien, wo er vor Untiefen zwischen dem Kap und dem weiter südlich gelegenen Dorf Tjulenowo warnt. Er ist bis zu 30 km (17 sm) sichtbar. Die Entfernung vom Leuchtturm zum Ufer betrug 1948 noch 29 m und hat sich durch Küstenerosion bis 1996 auf 13 m verringert.
Früher zeigte der Leuchtturm den Seeleuten an, dass ungefähr die halbe Wegstrecke zwischen Bosporus und Donaudelta erreicht war. Gegenwärtig warten vier Leuchtturmwärter in 8-Stunden-Schichten die Anlage.